# Amphinemura mirabilis
Amphinemura mirabilis är en bäcksländeart som först beskrevs av Martynov 1928.  Amphinemura mirabilis ingår i släktet Amphinemura och familjen kryssbäcksländor.

## Underarter
Arten delas in i följande underarter:
- A. m. turkestanica
- A. m. mirabilis